# Michael Doleac
Michael Scott Doleac (San Antonio, 15 giugno 1977) è un ex cestista statunitense, professionista nella NBA.

## Carriera
È stato selezionato dagli Orlando Magic al primo giro del Draft NBA 1998 (12ª scelta assoluta).

## Statistiche

### College
| Anno      | Squadra   | PG  | PT | MP   | TC%  | 3P%  | TL%  | RP  | AP  | PRP | SP  | PP   |
| --------- | --------- | --- | -- | ---- | ---- | ---- | ---- | --- | --- | --- | --- | ---- |
| 1994-1995 | Utah Utes | 34  | 1  | 16,1 | 45,3 | 0,0  | 74,2 | 4,2 | 0,2 | 0,4 | 0,9 | 6,9  |
| 1995-1996 | Utah Utes | 34  | -  | 24,1 | 46,3 | 0,0  | 79,3 | 7,7 | 0,8 | 0,6 | 0,9 | 8,6  |
| 1996-1997 | Utah Utes | 33  | 33 | 26,5 | 53,7 | 44,4 | 77,6 | 7,7 | 0,8 | 0,7 | 0,9 | 14,4 |
| 1997-1998 | Utah Utes | 32  | 32 | 27,4 | 48,8 | 40,6 | 80,5 | 7,1 | 0,5 | 0,4 | 1,0 | 16,1 |
| Carriera  | Carriera  | 133 | 66 | 23,5 | 49,1 | 40,4 | 78,4 | 6,7 | 0,6 | 0,5 | 0,9 | 11,4 |

### NBA

#### Regular Season
| Anno       | Squadra             | PG  | PT | MP   | TC%  | 3P%  | TL%  | RP  | AP  | PRP | SP  | PP  |
| ---------- | ------------------- | --- | -- | ---- | ---- | ---- | ---- | --- | --- | --- | --- | --- |
| 1998-1999  | Orlando Magic       | 49  | 0  | 15,9 | 46,8 | -    | 67,5 | 3,0 | 0,4 | 0,4 | 0,3 | 6,2 |
| 1999-2000  | Orlando Magic       | 81  | 29 | 16,5 | 45,2 | 50,0 | 84,2 | 4,1 | 0,8 | 0,4 | 0,4 | 7,0 |
| 2000-2001  | Orlando Magic       | 77  | 21 | 18,2 | 41,7 | 0,0  | 84,7 | 3,5 | 0,8 | 0,5 | 0,5 | 6,4 |
| 2001-2002  | Cleveland Cavaliers | 42  | 15 | 16,8 | 41,7 | -    | 82,6 | 4,0 | 0,6 | 0,4 | 0,3 | 4,6 |
| 2002-2003  | N.Y. Knicks         | 75  | 0  | 13,9 | 42,6 | -    | 78,3 | 2,9 | 0,6 | 0,2 | 0,2 | 4,4 |
| 2003-2004  | N.Y. Knicks         | 46  | 0  | 14,9 | 44,4 | -    | 86,1 | 4,1 | 0,7 | 0,4 | 0,7 | 5,0 |
| 2003-2004  | Denver Nuggets      | 26  | 0  | 13,2 | 41,2 | -    | 87,5 | 2,9 | 0,5 | 0,2 | 0,2 | 3,6 |
| 2004-2005  | Miami Heat          | 80  | 8  | 14,7 | 44,7 | 0,0  | 61,0 | 3,2 | 0,6 | 0,3 | 0,3 | 4,0 |
| 2005-2006† | Miami Heat          | 31  | 3  | 12,0 | 42,0 | -    | 80,0 | 2,7 | 0,3 | 0,3 | 0,2 | 3,2 |
| 2006-2007  | Miami Heat          | 56  | 0  | 12,5 | 46,9 | 0,0  | 87,8 | 2,8 | 0,4 | 0,3 | 0,3 | 3,6 |
| 2007-2008  | Minnesota T'wolves  | 24  | 8  | 10,7 | 44,4 | -    | 50,0 | 2,0 | 0,3 | 0,4 | 0,4 | 2,4 |
| Carriera   | Carriera            | 587 | 84 | 15,0 | 43,9 | 12,5 | 79,1 | 3,3 | 0,6 | 0,3 | 0,4 | 4,9 |

#### Playoffs
| Anno     | Squadra        | PG | PT | MP   | TC%  | 3P% | TL%  | RP  | AP  | PRP | SP  | PP  |
| -------- | -------------- | -- | -- | ---- | ---- | --- | ---- | --- | --- | --- | --- | --- |
| 1999     | Orlando Magic  | 4  | 0  | 10,8 | 27,8 | 0,0 | 77,8 | 3,0 | 0,0 | 0,0 | 0,3 | 4,3 |
| 2001     | Orlando Magic  | 4  | 0  | 11,3 | 37,5 | -   | -    | 3,5 | 0,3 | 0,8 | 0,0 | 3,0 |
| 2004     | Denver Nuggets | 5  | 0  | 9,8  | 50,0 | -   | -    | 1,4 | 0,6 | 0,0 | 0,0 | 2,0 |
| 2005     | Miami Heat     | 9  | 0  | 7,2  | 43,8 | -   | 100  | 1,6 | 0,0 | 0,1 | 0,1 | 1,8 |
| 2006†    | Miami Heat     | 8  | 0  | 9,0  | 53,8 | -   | 100  | 2,8 | 0,0 | 0,1 | 0,0 | 2,0 |
| 2007     | Miami Heat     | 1  | 0  | 1,0  | -    | -   | -    | 0,0 | 0,0 | 0,0 | 0,0 | 0,0 |
| Carriera | Carriera       | 31 | 0  | 8,9  | 41,1 | 0,0 | 84,6 | 2,2 | 0,1 | 0,2 | 0,1 | 2,3 |

## Palmarès
- Campionato NBA: 1

Miami Heat: 2006
- NBA All-Rookie Second Team (1999)